# Sir Lord Baltimore
Sir Lord Baltimore byla americká heavymetalová skupina z Brooklynu, New York. Vznikla v roce 1968 a původní sestavu tvořili zpěvák a bubeník John Garner, kytarista Louis Dambra a baskytarista Gary Justin. V letech 1970 a 1971 skupina vydala dvě alba, později ještě několik let hrála, avšak žádné nahrávky již nevydala. V roce 2006 byla obnovena a rovněž vydala nové album. Garner zemřel v roce 2015.

## Členové

### Původní členové
- John Garner – zpěv, bicí
- Louis Dambra – kytara
- Gary Justin – baskytara

### Ostatní členové
- Joey Dambra – kytara
- Tony Franklin – baskytara
- Anthony Guido – kytara
- Sam Powell – baskytara

## Diskografie

### Studiová alba
- Kingdom Come (1970, Mercury Records)
- Sir Lord Baltimore (1971, Mercury Records)
- Sir Lord Baltimore III Raw (2006, JG Records)

### Kompilace
- Kingdom Come/Sir Lord Baltimore (1994 PolyGram, 2003 Red Fox)